# La Nouvelle Aurore
Pour plus de détails, voir Fiche technique et Distribution.
La Nouvelle Aurore (titre original : Bright Victory) est un film américain réalisé par Mark Robson, sorti en 1951.

## Synopsis
En Afrique du Nord, durant la Seconde Guerre mondiale, un soldat américain perd la vue au combat. Il est envoyé à l'hôpital militaire.

## Fiche technique
- Titre : La Nouvelle Aurore
- Titre original : Bright Victory
- Réalisation : Mark Robson
- Scénario : Robert Buckner d'après Lights Out de Baynard Kendrick
- Production : Robert Buckner
- Société de production : Universal Pictures
- Musique : Frank Skinner
- Photographie : William H. Daniels
- Costumes : Rosemary Odell
- Montage : Russell F. Schoengarth, Milton Carruth (non crédité)
- Pays d'origine : États-Unis
- Format : Noir et blanc - 1,37:1 - Mono
- Genre : Drame
- Durée : 96 minutes
- Date de sortie : 1951

## Distribution
- Arthur Kennedy : Larry Nevins
- Peggy Dow : Judy Greene
- Julie Adams : Chris Paterson
- James Edwards : Joe Morgan
- Will Geer : M. Nevins
- Nana Bryant : Mme Claire Nevins
- Jim Backus : Bill Grayson
- Minor Watson : M. Paterson
- Murray Hamilton : Pete Hamilton
- Larry Keating : Jess Coe
- Rock Hudson : Dudek
- Robert F. Simon : psychiatre
- John Hudson : Caporal John Flagg
- Peggie Castle (non créditée) : Eleanor

## Distinctions
Le film a été présenté en sélection officielle au Festival de Cannes 1951.